# BMW R 75 Gespann
Die BMW R 75 ist ein Motorradgespann mit angetriebenem Beiwagen und Rückwärtsgang der Bayerischen Motoren Werke, das von 1941 bis 1944 gebaut und auch als „überschweres Wehrmachtsgespann“ bezeichnet wurde. Es wurde unter anderem in der Wüste Nordafrikas bei Rommels Afrika-Korps sowie im Krieg gegen die Sowjetunion 1941–1945 eingesetzt.

## Vorgeschichte
1937 bekam Zündapp vom Heereswaffenamt den Entwicklungsauftrag für ein „überschweres Krad mit organisch angebautem Seitenwagen“. BMW, bereits mit der BMW R 12 im Gespannbau tätig, beteiligte sich an der Ausschreibung. Bei dem zuerst verwendeten Motor der BMW R 71 traten in der Erprobung Überhitzungsprobleme auf, sodass BMW einen eigenständigen Motor entwickelte. Obwohl nach ausgiebigen Vergleichsfahrten das Zündapp-KS-750-Gespann dem BMW-R-75-Gespann überlegen war, wurden beide Modelle in Auftrag gegeben, weil BMW sich weigerte, die Konstruktion von Zündapp zu übernehmen. Zur Vereinfachung der Versorgung forderte das Oberkommando des Heeres im April 1940 von beiden Herstellern 70 Prozent Übereinstimmung der Ersatzteile; dazu zählte in erster Linie der Radantrieb mit Sperrdifferenzial. Durch ein kleineres Drehmoment auf das Seitenwagenrad (70 Prozent am Hinterrad, 30 Prozent am Beiwagenrad) ergab sich ein einwandfreier Geradeauslauf. Der Beiwagen sollte ebenfalls baugleich sein; 1943 wurde der blattgefederte BMW-Steib-Beiwagen BW 286/1 auch bei Zündapp unter der Bezeichnung BW 43 angebaut.

## Technik
Die BMW R 75 hat einen mehrteiligen geschraubten Stahlrohrrahmen mit einer zusätzlichen Strebe zur Oberseite des Getriebes und eine Teleskopgabel mit hydraulischer Dämpfung; das Hinterrad ist nicht gefedert, der Beiwagen hat eine Blattfeder. Durch die Verschraubung kann der Rahmen geteilt werden, was den Ausbau des Motors vereinfacht. Die Bereifung ist mit Geländereifen der Größe 4,5 × 16 Zoll an allen drei Rädern gleich. An allen Rädern sind Trommelbremsen mit 250 mm Trommeldurchmesser eingebaut. Die Vorderradbremse wird mit Seilzug betätigt, Beiwagen- und Hinterradbremse hydraulisch. Der Einheitsprotzhaken ermöglicht das Anhängen des leichten Sonderanhängers 1 (SdAnh 1) und anderen Lasten. Das geländetaugliche Gespann hat eine Spurweite von 1180 mm, wiegt 400 kg und hat eine Tragfähigkeit von 270 kg. Der Kraftstoffverbrauch (Tankinhalt 24 Liter) beträgt auf der Straße 6,3 l/100 km, im Gelände bis 8,5 l/100 km. Die Höchstgeschwindigkeit ist mit 95 km/h, die Dauergeschwindigkeit mit 85 km/h und die Mindestgeschwindigkeit mit 4 km/h angegeben.
Angetrieben wird das Gespann von einem luftgekühlten Zweizylinder-OHV-Boxermotor des Typs 275/2 mit einem Hubraum 745 cm³ (Bohrung und Hub je 78 mm), Verdichtung 5,8 : 1. Der Motor hat zwei Graetzin-Vergaser (SA 24/1+2) und eine Magnetzündung des Typs Noris ZG a2 sowie Bosch-Zündkerzen (W 225 T1). Die Leistung beträgt 26 PS (19 kW) bei 4000 min−1. Der Drehmomentverlauf ist auf den Betrieb mit Beiwagen abgestimmt. Durch das niedrige Verdichtungsverhältnis kann der Motor auch mit minderwertigen oder synthetischen Kraftstoffen betrieben werden. Das Vierganggetriebe wird mit einem Fußschalthebel oder mit zwei Hebeln rechts am Tank geschaltet. Es hat zusätzlich eine Geländeuntersetzung (drei Gänge) und einen Rückwärtsgang, der sich ebenfalls untersetzen lässt. Die Kraft wird auf das Hinterrad und auf das Beiwagenrad übertragen; rechts am Hinterrad sitzt ein Sperrdifferenzial für den Seitenwagenantrieb.
Obwohl sich das Gespann zunächst hervorragend zu bewähren schien, kam es zu Beginn des Russlandfeldzugs 1941/42 zu zahlreichen Motorschäden. Ursache war der Luftfilter, der sich mit Wasser und Schlamm füllte. Daraufhin wurde Ende 1942 der Filter oben auf den Tank unter eine helmartige Abdeckung verlegt, von wo die Luft durch zwei lange Rohrverbindungen zu den Vergasern gelangte. Gleichzeitig erhielt die Teleskopgabel Gummimanschetten, um Schmutz von den Gleitrohren fernzuhalten.

| Gang | Straße | Gelände |
| ---- | ------ | ------- |
| 1    | 22     | 14      |
| 2    | 44     | 24      |
| 3    | 66     | 42      |
| 4    | 92     |         |

## Stückzahlen und heutige Verbreitung

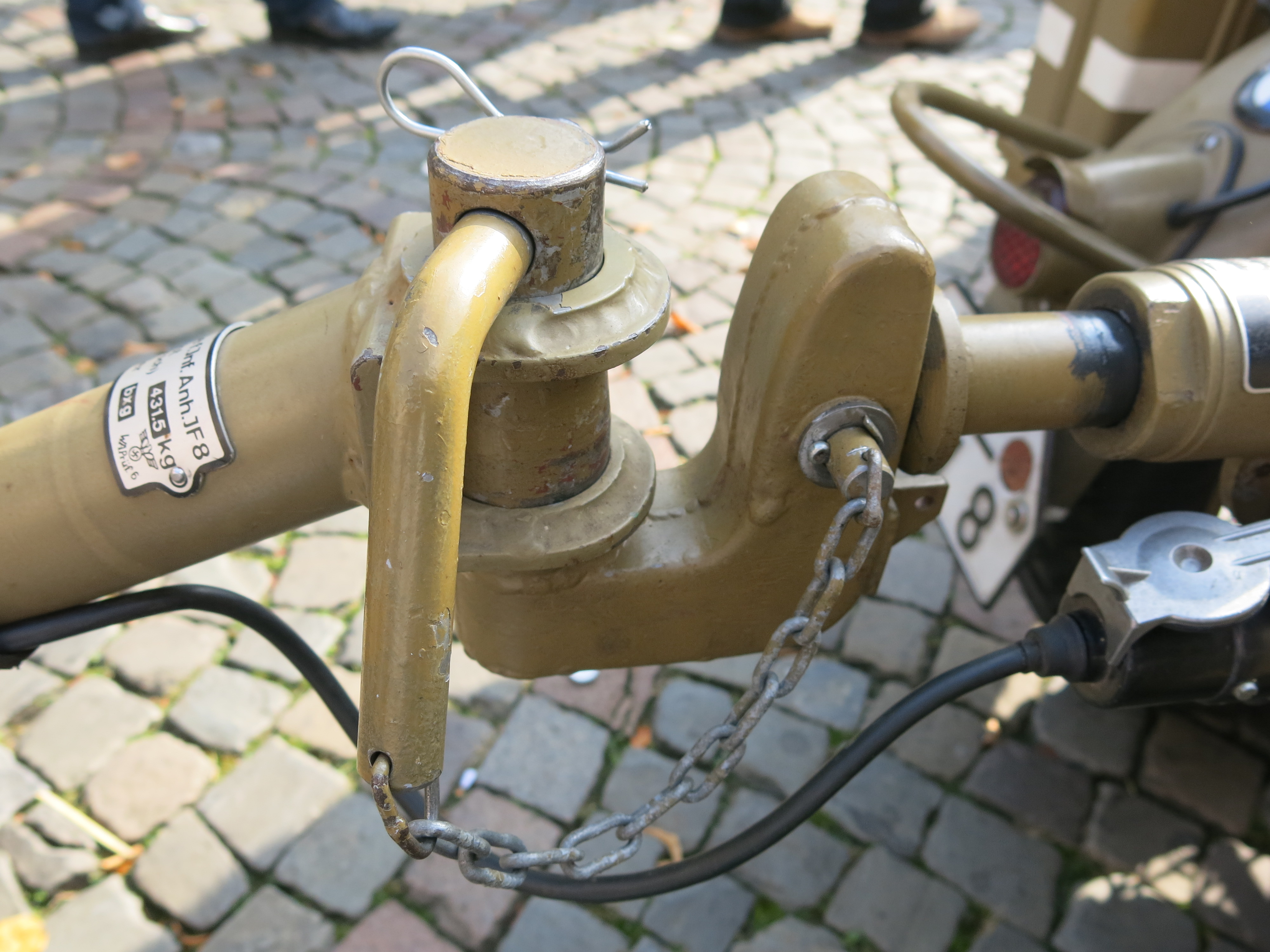
Anhängevorrichtung "Einheitsprotzhaken"

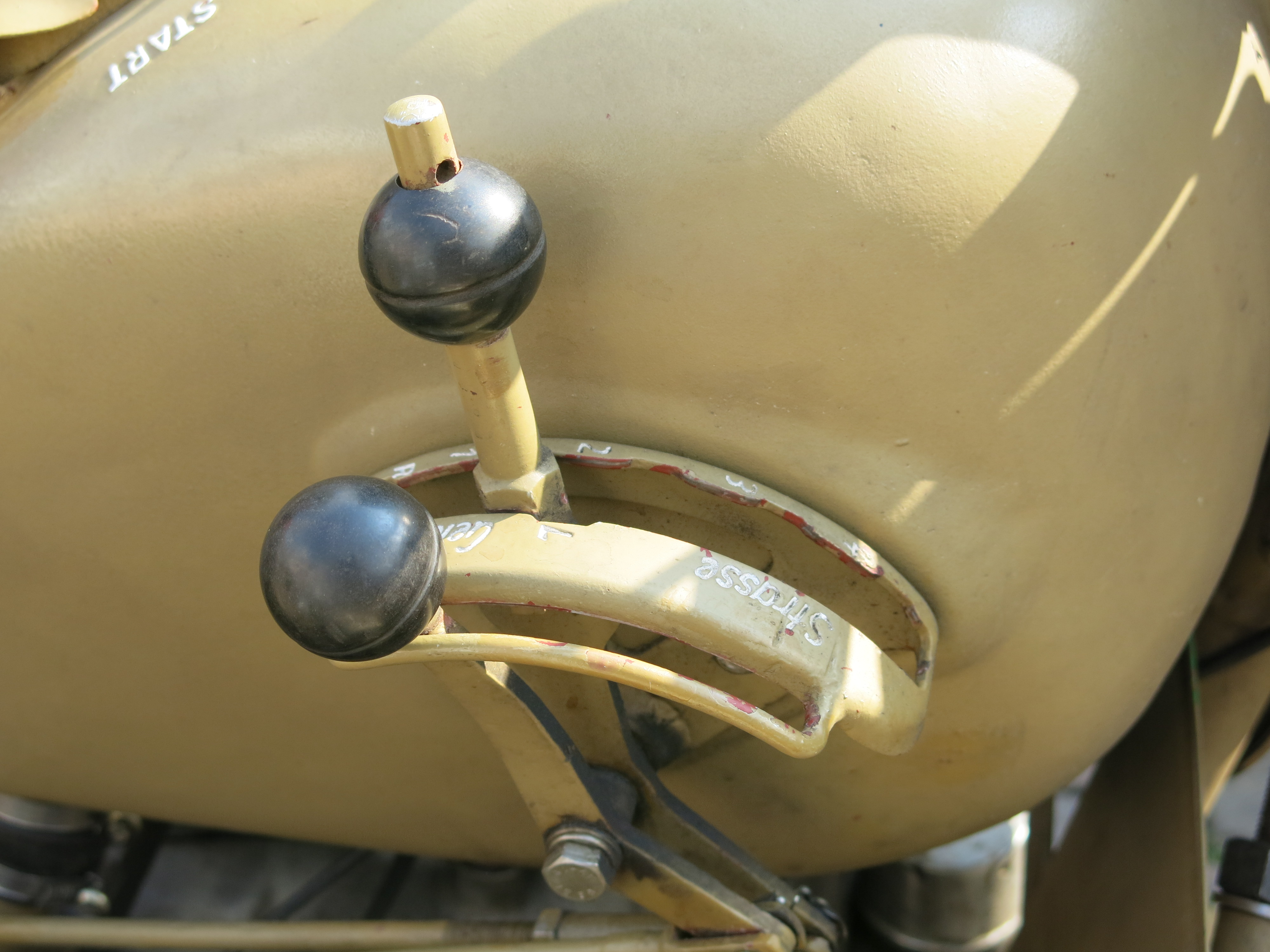
Schaltung (Hand)

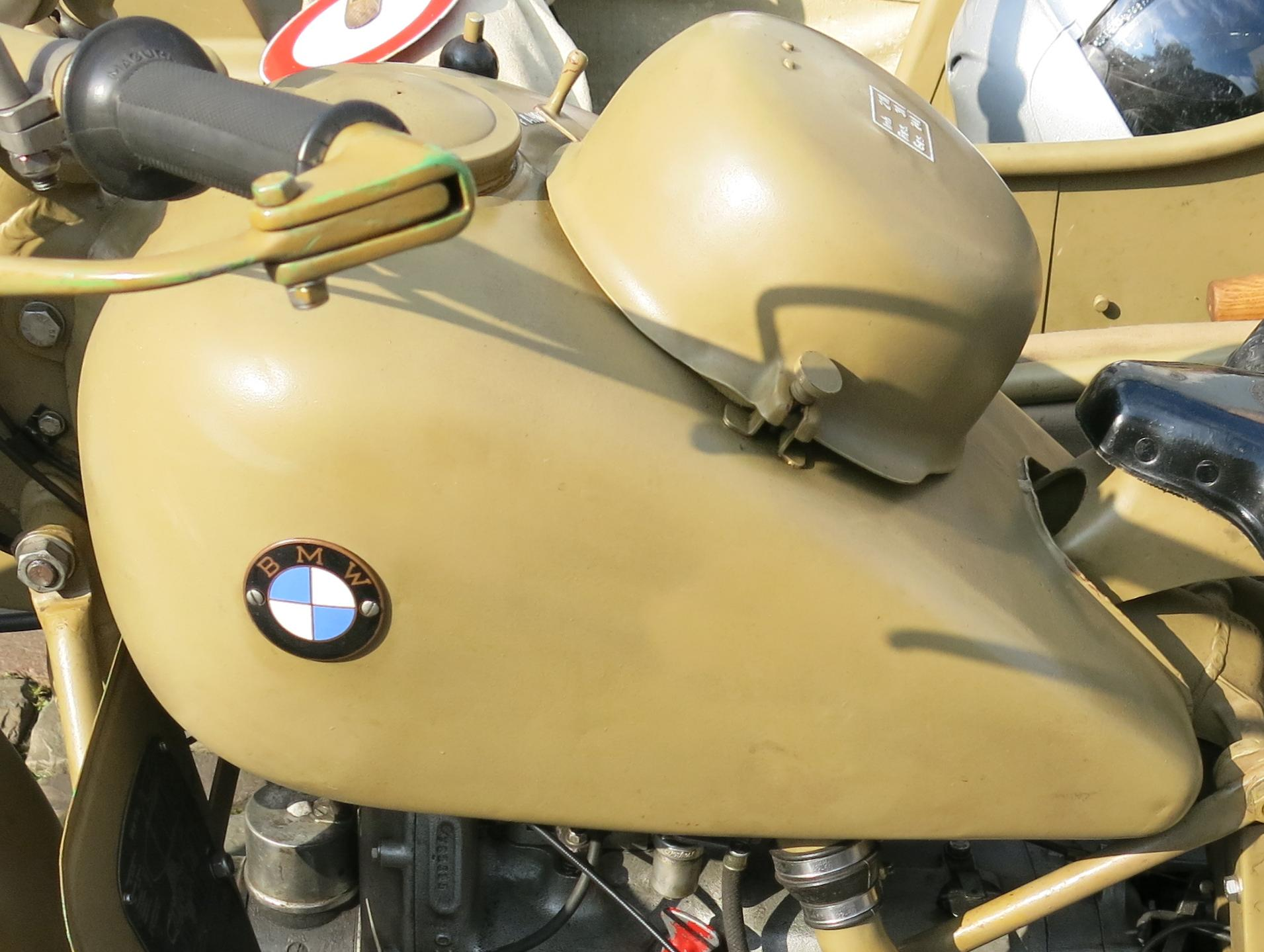
Luftfilter auf dem Tank
seit Herbst 1942

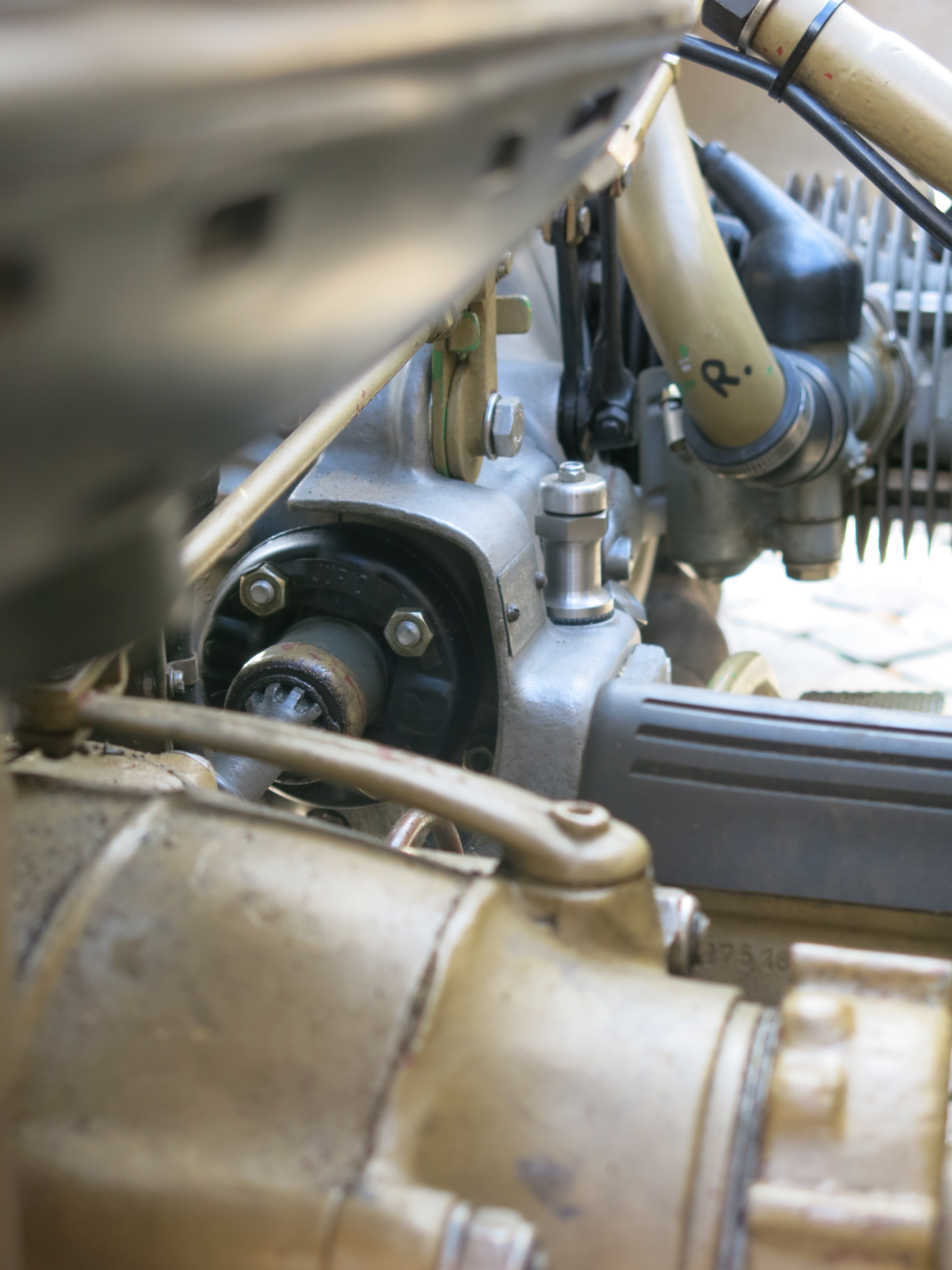
Im Vordergrund Beiwagenantrieb und Hebel zur Differentialsperre

18.000 BMW-R-75-Gespanne sollten gebaut werden. Laut Werner Oswald wurde die Produktion jedoch 1944 nach 16.510 Einheiten eingestellt, weil die Konstruktion zu aufwendig und in der Herstellung zu teuer war. Der Stückpreis für die Wehrmacht betrug 2.630 Reichsmark. Die Produktion hatte im Juni 1941 begonnen und war im Oktober 1942 ins Werk Eisenach verlegt worden.

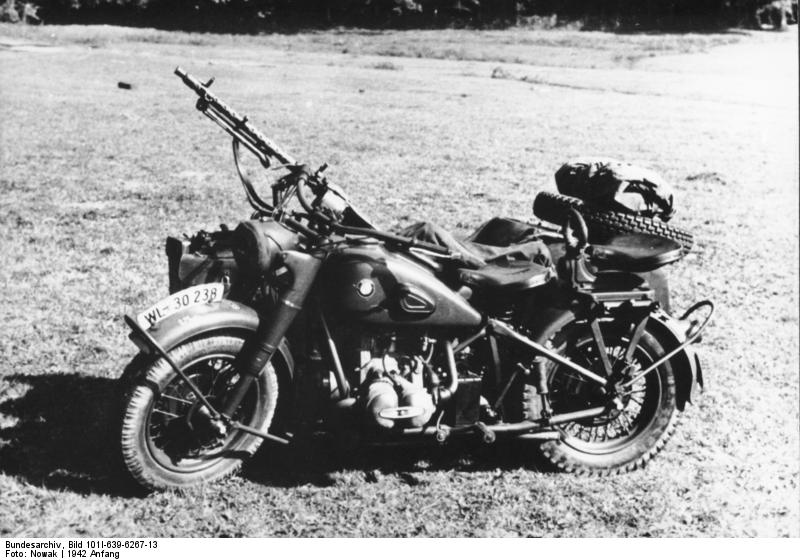
Luftwaffe
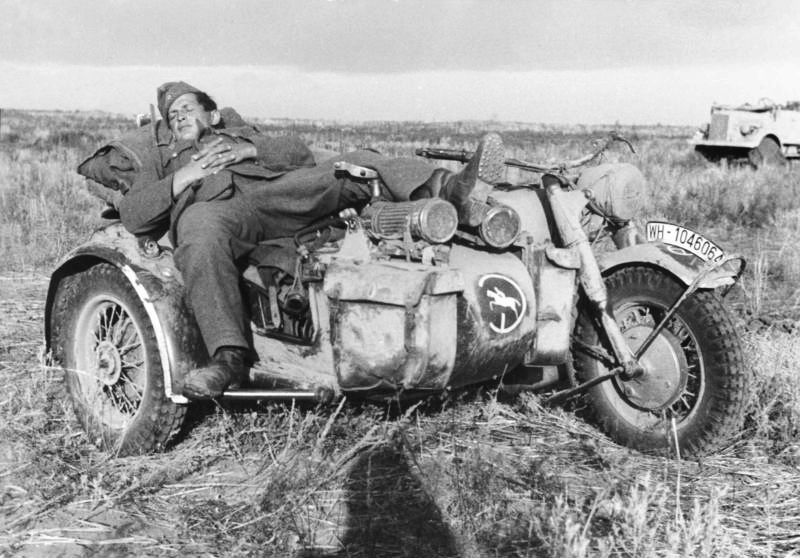
Heer
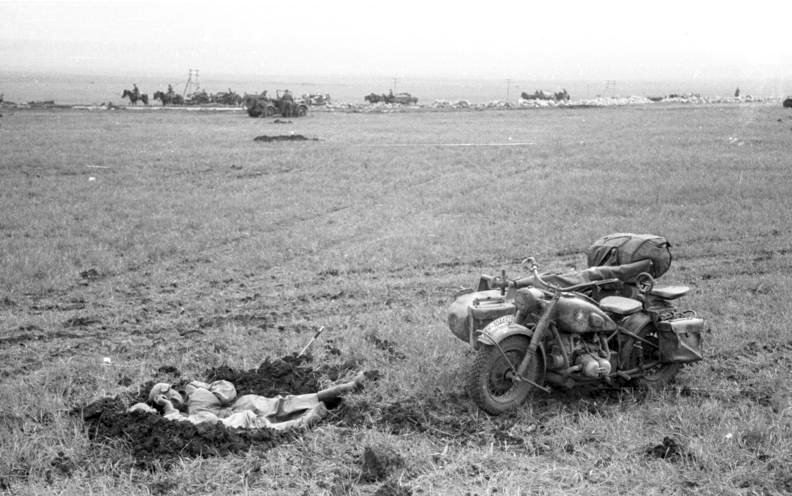
Heer
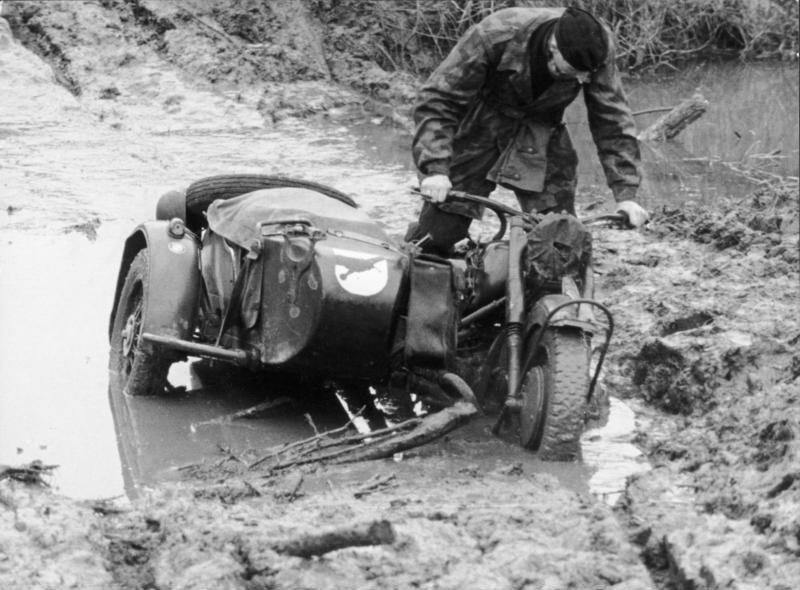
Heer

Die Wehrmachtsgespanne sind wegen ihrer aufwendigen und robusten Technik als Sammlerobjekte sehr begehrt und im Topzustand entsprechend teuer. Es werden Preise von über 35.000 Euro für das BMW-R-75-Gespann erzielt (Stand September 2014). Ein gut restauriertes Gespann kann im normalen Alltag gefahren und zu Reisen oder Geländefahrten problemlos genutzt werden. Ersatzteile werden zum Erhalt der Verkehrsfähigkeit heute noch nachgefertigt.

## Nachbauten und Modellbau
Auf Basis des BMW-R-75-Gespanns wurde ab 1952 bei EMW/AWE in Eisenach ein Nachfolgemodell entwickelt. Dieses sollte im thüringischen Suhl von AWO produziert werden. Es entstand allerdings ab 1955 nur eine Vorserie unter dem Namen AWO 700, die nicht in Fertigung ging. In der Sowjetunion und in China diente als Vorbild für Nachbauten jedoch die BMW R 71.
Das BMW-Wehrmachtsgespann gibt es als 1:35-Modell von Tamiya und als 1:10-Modell von Schuco sowie als Modellbausatz von Italeri im Maßstab 1 : 9.